# Корнилов, Сергей Петрович
Сергей Петрович Корнилов (14 августа 1928, Ленинград — 2 августа 1996, Санкт-Петербург) — советский футболист, полузащитник, нападающий. Тренер. Мастер спорта СССР (1958). Заслуженный тренер РСФСР (1987).

## Биография
Воспитанник клуба «Электросила» Ленинград, за который во второй группе первенства СССР 1946 года сыграл три матча. С 1948 года — игрок «Динамо» Ленинград; провёл 11 матчей, забил два гола в 1948 году, один матч в 1951 году. В 1950 году — в составе «Динамо» Московская область (КФК). Провёл два матча, забил один гол в розыгрыше Кубка СССР 1953 за «Динамо-2» (клубную команду, выступавшую как обладатель Кубка Ленинграда). Играл за команды «Красная звезда» Петрозаводск (1954), ОДО / СКВО Одесса (1956—1959).
В 1948—1954 работал тренером в ДЮСШ ленинградского «Динамо». Окончил школу тренеров при ГДОИФКе имени Лесгафта (1953). Тренер СКА Одесса (1965), СДЮШОР «Смена» (1971—1996). Технический директор женского петербургского клуба «Аврора» (1996).
Награждён медалями «За оборону Ленинграда» (1944), «За доблестный труд в Великой Отечественной войне 1941—1945 гг.» (1945).
Скончался 2 августа 1996 года. Похоронен на кладбище крематория в Санкт-Петербурге.